# Big Sur (Californië)

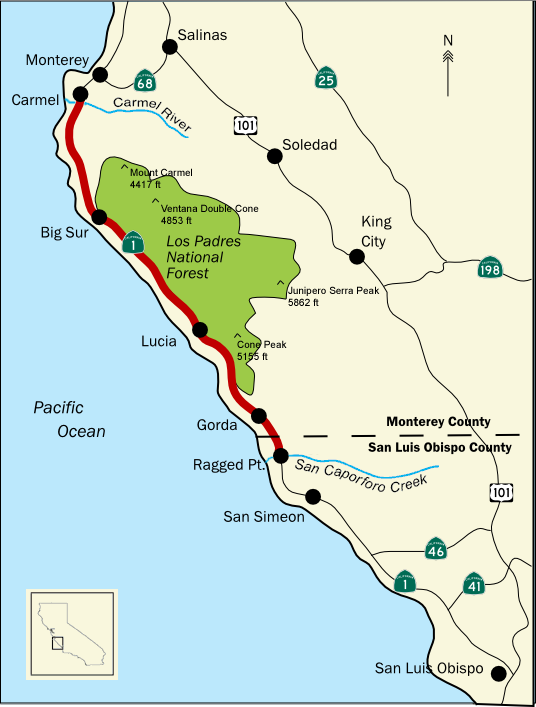
Kaart van Big Sur

Big Sur is een dunbevolkt gebied (minder dan 1500 inwoners) aan de Californische kust waar de Santa Lucia Range abrupt vanuit de Grote Oceaan oprijst. De geologische ligging biedt schitterende vergezichten en is een toeristische trekpleister. De hoogste berg in Big Sur is Cone Peak (1571 m), gelegen op slechts 4,8 km afstand van de oceaan. 

## Ligging
Hoewel Big Sur geen specifieke grenzen heeft, wordt het meestal gedefinieerd als het gebied tussen de mondingen van de Carmel River en de San Carpoforo Creek (145 km) en de oostelijke uitlopers van de Santa Lucia Range (32 km landinwaarts). Het noordelijke uiteinde van Big Sur ligt op ongeveer 193 km ten zuiden van San Francisco, het zuidelijke uiteinde ligt op circa 394 km van Los Angeles.

## Geschiedenis
De oorspronkelijke bewoners van het gebied waren de indianenstammen van de Ohlone, Esselen en Salinan. De eerste Europeanen die Big Sur zagen waren Spaanse zeelieden die in 1542 onder leiding van Juan Rodriguez Cabrillo langs de kust zeilden. Het duurde nog ruim twee eeuwen totdat in 1769 een expeditie geleid door Gaspar de Portola uiteindelijk aan land ging nabij San Carpoforo Canyon in het zuidelijkste deel van Big Sur. In 1770 kwam Portola aan in Monterey Bay en stichtte daar de plaats Monterey (letterlijk: Berg van de Koning), bekend van het Monterey Pop Festival. De Spanjaarden noemden de regio el país grande del sur (het grote land van het zuiden), wat vaak afgekort werd tot el sur grande. De Spaanse kolonisator verwoestte de oorspronkelijke bevolking. De meesten overleden aan Europese ziektes en zware slavernij.
Net zoals de rest van Californië werd Big Sur in 1821 deel van Mexico, toen dat land onafhankelijk werd van Spanje. In 1848 stond Mexico het gebied af aan de Verenigde Staten na de Mexicaans-Amerikaanse oorlog. Nadat de Homestead Act werd ingevoerd in 1862 verhuisden vele pioniers naar het gebied met de belofte dat een deel land van hen zou worden. Vele plaatsnamen nu zijn vernoemd naar de eerste eigenaars van het gebied. De gemengde Spaans-Engelse bevolking begon het gebied nu Big Sur te noemen.
Van de jaren 1860 tot aan het begin van de 20ste eeuw werd een groot deel van het sequoiawoud gekapt. Samen met nog enkele andere industrieën zoals goudmijn en kalksteenverwerking zorgde de economie voor vele jobs en was de bevolking destijds hoger dan ze nu nog is. Door de goudkoorts ontstond het dorp Manchester in de buurt van Alder Creek. De bevolking liep op tot 200 en er waren vier winkels, een restaurant, vijf saloons, een hotel en een danshal. Kort na de start van de 20ste eeuw werd het dorp verlaten en in 1909 platgebrand. Er waren geen grote wegen om deze industrieën te bevoorraden waardoor ondernemers aanlegkades bouwden langs de kusten. Geen van deze kades is bewaard gebleven. Door het feit dat het gebied erg ruw was moesten de bewoners zelfvoorzienend zijn. Een trip naar Monterey (ongeveer 50 km) kon wel drie dagen duren.
Nadat de industrie wegebde, veranderde het gebied weinig en bleef een ontoegankelijke wildernis. Eind jaren twintig waren er slechts twee huizen die over elektriciteit beschikten. Pas in de jaren vijftig werd er elektriciteit gelegd voor de meeste huizen.
Reeds in de jaren 1890 waren er plannen voor een grote weg om het gebied toegankelijker te maken, maar deze werden steeds uitgesteld. Er werden 33 bruggen gebouwd, de grootste is de Bixby Creek Bridge. Na achttien jaar aanleggen werd de weg geopend in 1932. De weg kostte uiteindelijk 10 miljoen dollar. In 1939 werd de route opgenomen in het Californische snelwegensysteem als Highway 1. Na de Tweede Wereldoorlog boomde het toerisme langs de kust. Na de opening van Hearst Castle in 1958 vonden veel toeristen de weg naar Big Sur. Er kwamen ranches en tweede verblijven maar tot op vandaag is het gebied nog steeds dunbevolkt en de bewoners vechten ook voor het behoud van het natuurlandschap.

## Flora en fauna
De zeeotter werd in de twintigste eeuw overbejaagd en was nagenoeg uitgestorven. Een kleine populatie overleefde voor de onherbergzame kust. Nadat de otter beschermd werd kon zich weer een grote populatie vormen. De otter is belangrijk voor het ecosysteem van Big Sur. In het water vormen zich kelpwouden. Toen de otter bijna verdwenen was verdwenen ook de kelpwouden omdat zij verorberd werden door zee-egels, die normaal op het menu van de otter staan. Nadat de otter weer vaker voorkwam werd de populatie zee-egels in toom gehouden en kon ook het kelpwoud herstellen.
In Big Sur vindt men onder andere de Pacifische reuzensalamander. In 1997 werd hier ook de Californische condor uitgezet, die zwaar beschermd wordt. De dieren worden bijgevoerd omdat ze niet altijd zelf hun voedsel kunnen vinden. Ook de poema komt vaak voor in het gebied en aan de kustlijn wemelt het van de zeehonden en -leeuwen.

## Aardverschuivingen

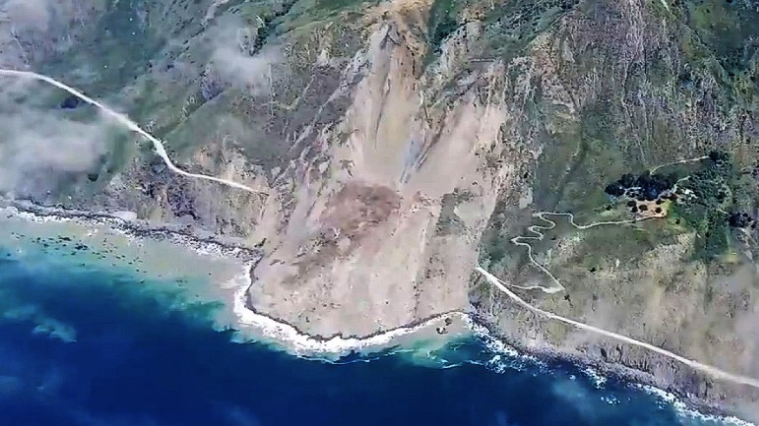
Highway 1 bedolven onder rots en grond in mei 2017

In het gebied komen regelmatig aardverschuivingen voor die de weg langs de kust kunnen blokkeren. Op 22 mei 2017 vond een van de grootste aardverschuivingen plaats in de geschiedenis. Door de zeer natte winter was een bergwand instabiel geworden. De verschuiving van meer dan 1 miljoen ton bedekte California State Route 1 onder 12 meter grond en rots over een afstand van een halve kilometer.

## Foto's

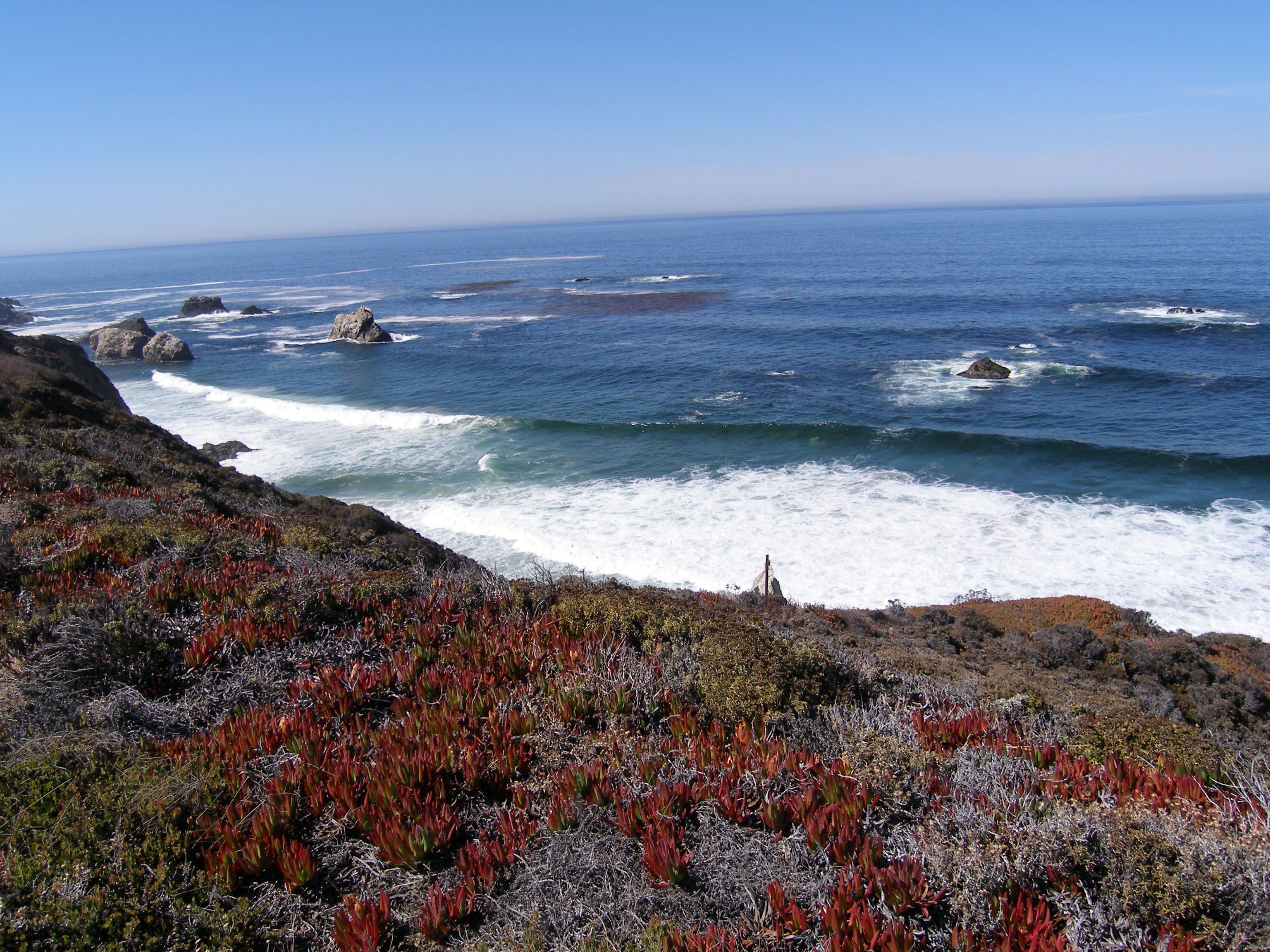
Branding
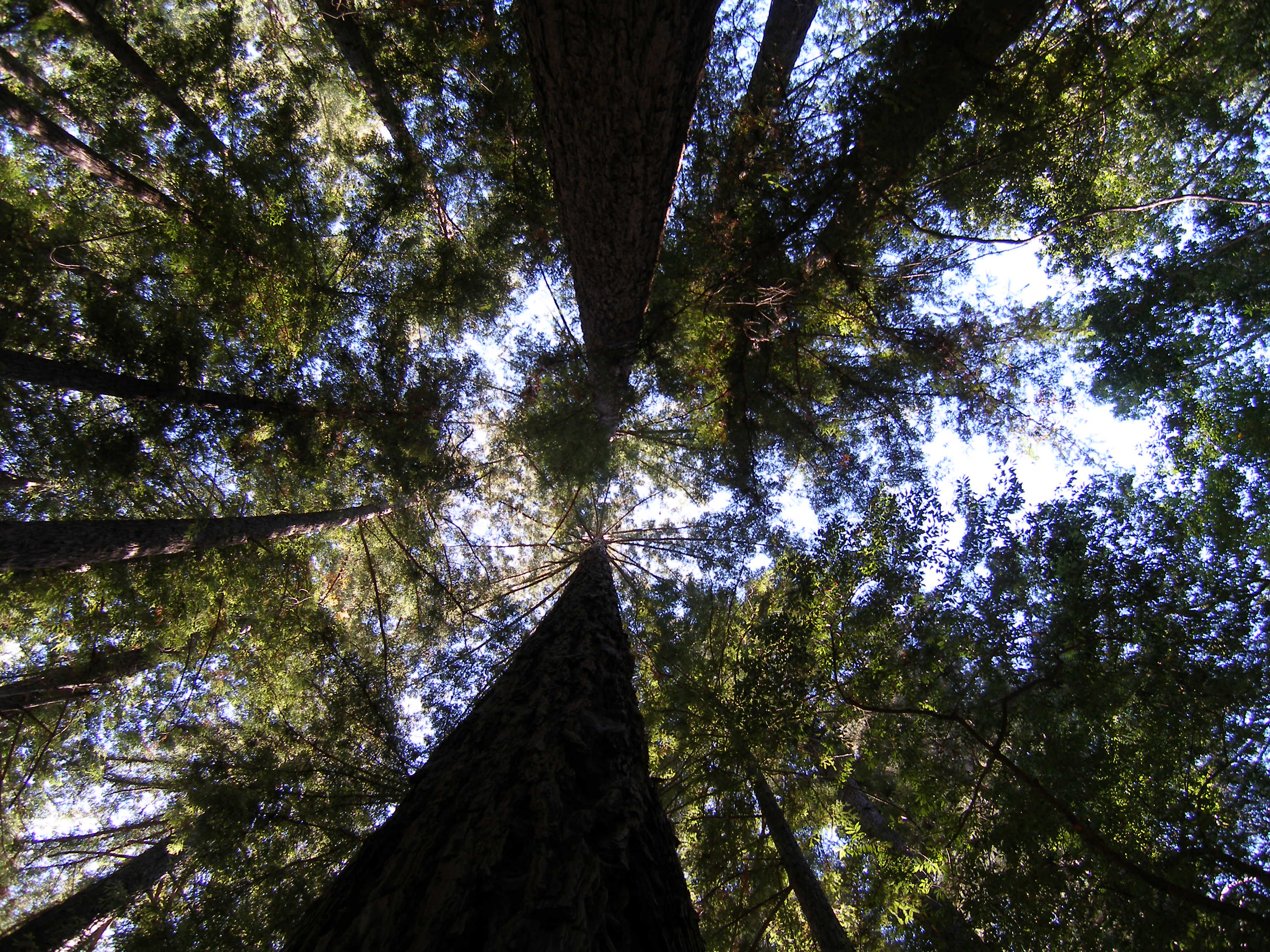
De meest zuidelijke Redwoods
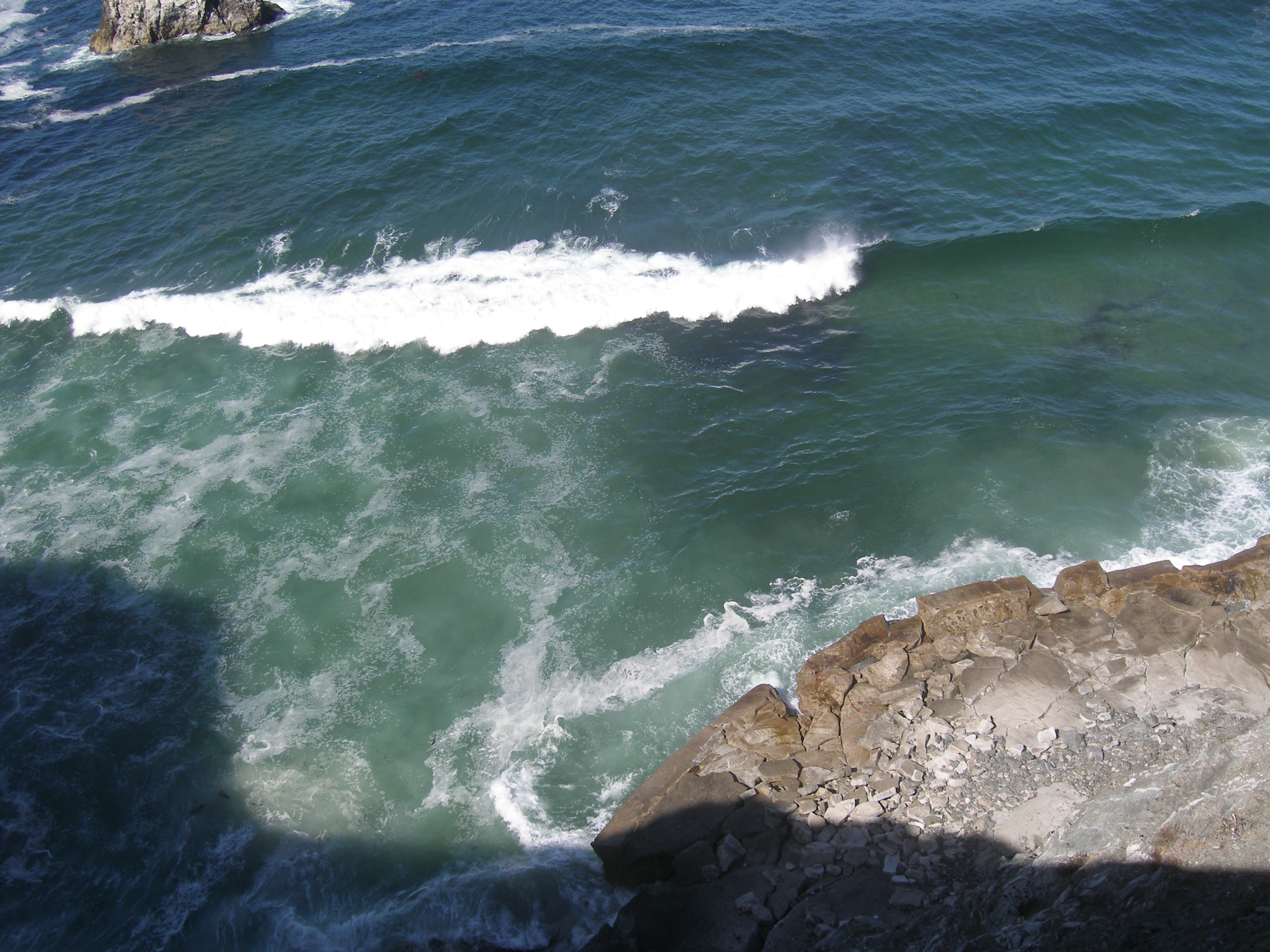
Onbereikbare oceaan
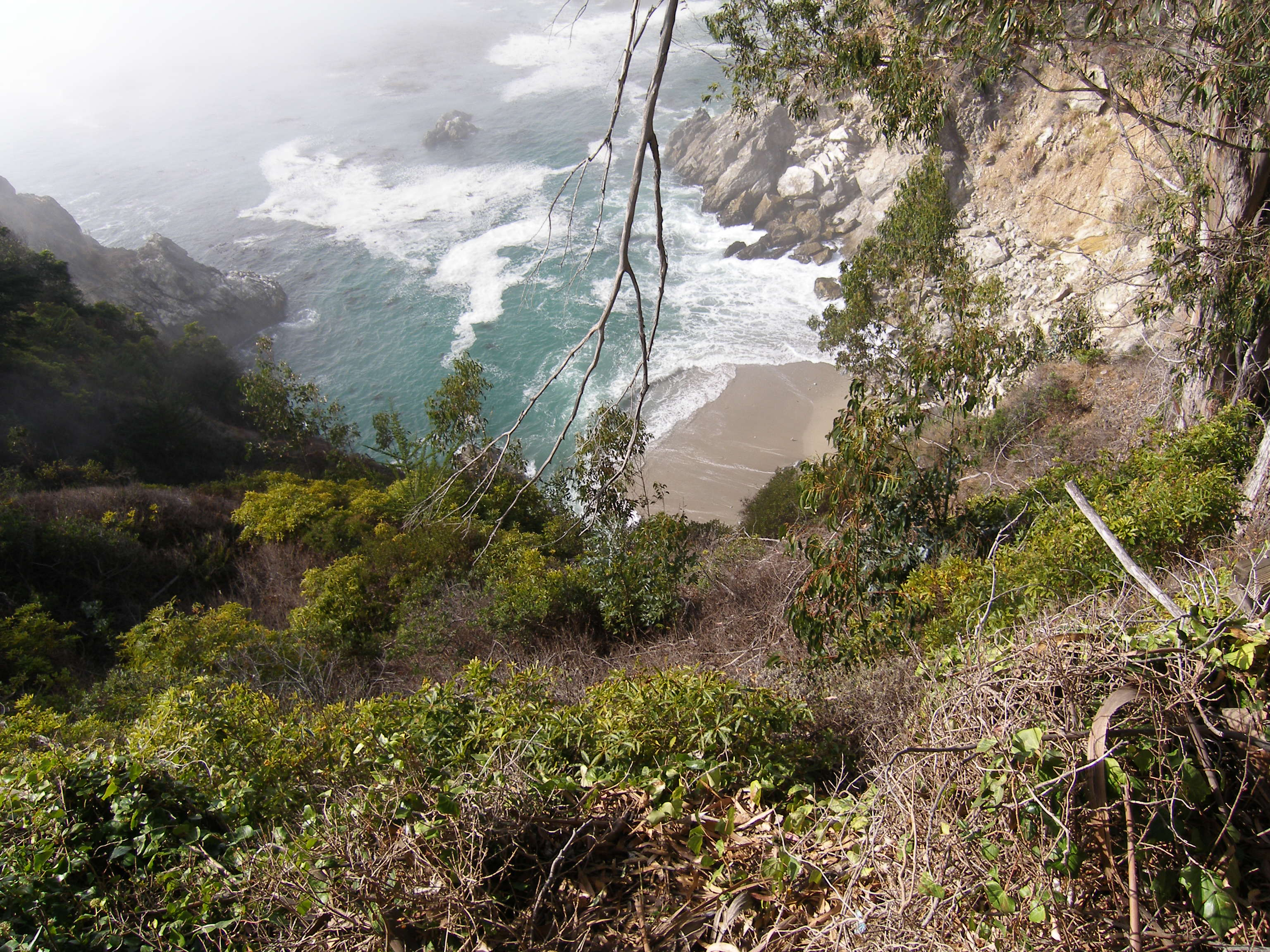
Onbereikbaar 2
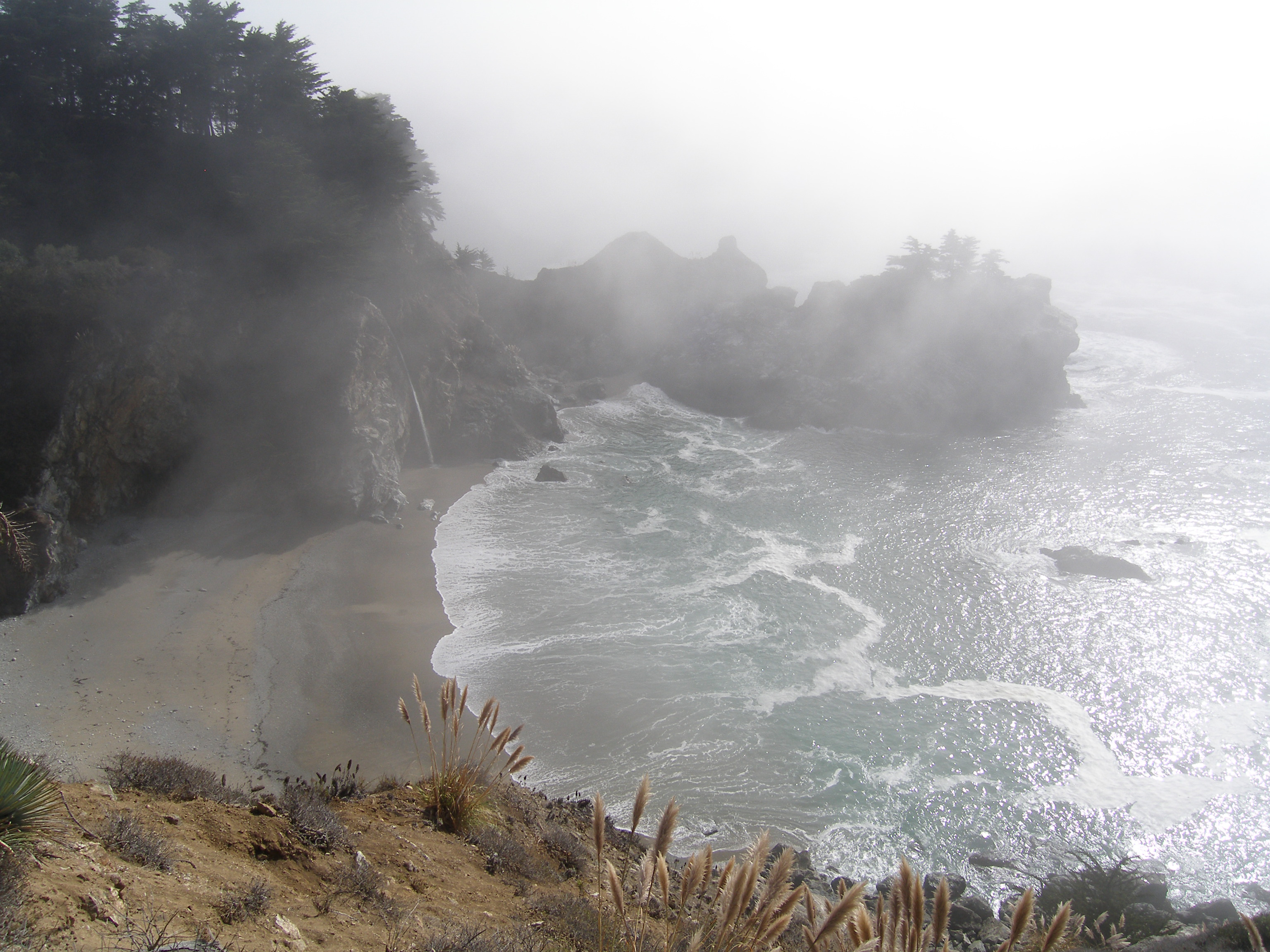
Waterval in de mist
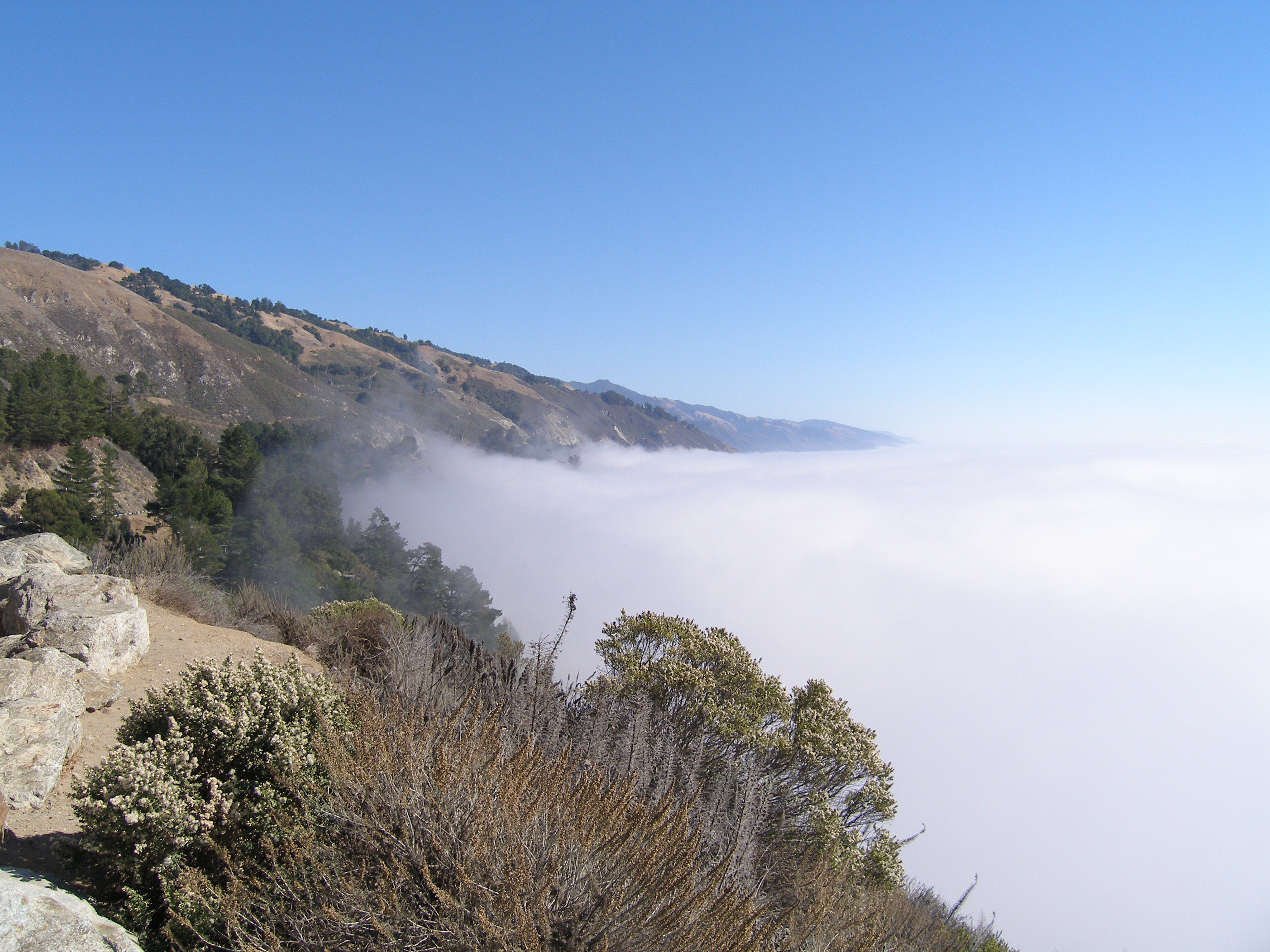
Zeemist
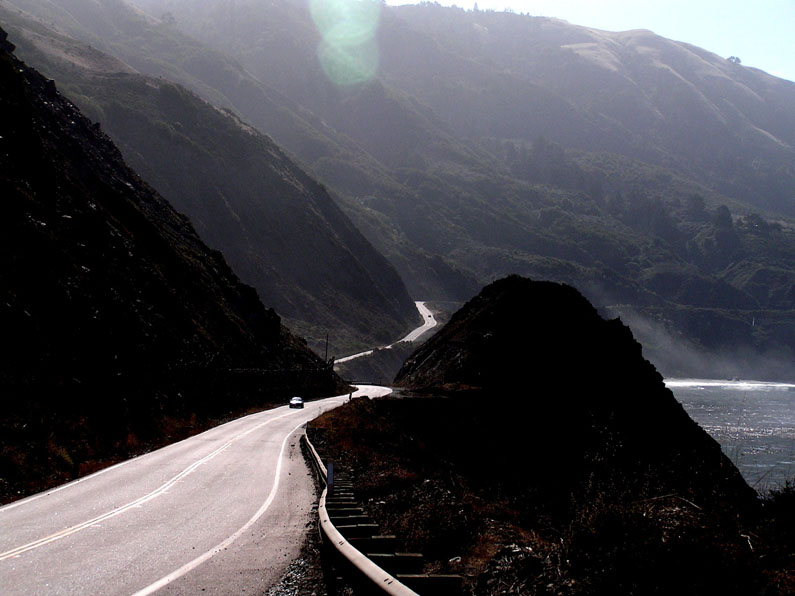
de route 1 loopt door Big Sur

Hoofdstad: Sacramento
Regio's: Antelope Valley · Big Sur · Cascade Range · Central Coast · Central Valley · Channel Islands · Coachella Valley · Conejo Valley · Cucamonga Valley · Death Valley · East Bay · East County · Emerald Triangle · Gold Country · Greater Los Angeles · Grote Bekken · Imperial Valley · Inland Empire · Klamath Basin · Lake Tahoe · Los Angeles Basin · Lost Coast · Mojave · Mountain Empire · Noord-Californië · North Bay · North Coast · North County · Oost-Californië · Owens Valley · Oxnard Plain · San Francisco Peninsula · Pomona Valley · Sacramento Valley · San Bernardino Valley · San Diego–Tijuana · San Fernando Valley · San Francisco Bay Area · San Gabriel Valley · San Joaquin Valley · Santa Clara Valley · Santa Clarita Valley · Shasta Cascade · Sierra Nevada · Silicon Valley · South Bay (LA) · South Bay (SD) · South Bay (SF) · South Coast · Southern Border Region · Upstate California · Wine Country · Yosemite · Zuid-Californië
Metropolitane gebieden: Bakersfield · Chico · Fresno · Los Angeles-Long Beach-Glendale · Modesto · Napa · Oakland-Fremont-Hayward · Oxnard-Thousand Oaks-Ventura · Riverside-San Bernardino-Ontario · Sacramento-Roseville · Salinas · San Diego-Carlsbad-San Marcos · San Francisco-San Mateo-Redwood City · San Jose-Sunnyvale-Santa Clara · San Luis Obispo-Paso Robles · Santa Ana-Anaheim-Irvine · Santa Barbara-Santa Maria · Santa Cruz-Watsonville · Santa Rosa-Petaluma · Stockton · Vallejo-Fairfield · Visalia-Porterville · Yuba City
County's: Alameda · Alpine · Amador · Butte · Calaveras · Colusa · Contra Costa · Del Norte · El Dorado · Fresno · Glenn · Humboldt · Imperial · Inyo · Kern · Kings · Lake · Lassen · Los Angeles · Madera · Marin · Mariposa · Mendocino · Merced · Modoc · Mono · Monterey · Napa · Nevada · Orange · Placer · Plumas · Riverside · Sacramento · San Benito · San Bernardino · San Diego · San Francisco · San Joaquin · San Luis Obispo · San Mateo · Santa Barbara · Santa Clara · Santa Cruz · Shasta · Sierra · Siskiyou · Solano · Sonoma · Stanislaus · Sutter · Tehama · Trinity · Tulare · Tuolumne · Ventura · Yolo · Yuba
Portaal Californië